# Délit de manipulation des cours
 (septembre 2019).
Le délit de manipulation des cours consiste à acheter ou à vendre massivement un titre dans le but de lancer ou d'arrêter une tendance sur la valeur du titre.

## Présentation du délit
C'est un délit qui a connu beaucoup de remaniements des textes. Le nom du délit a été consacré par l'usage. Ce délit, décrit par l’ancien Code pénal à l’article 419-2 a été abrogé par une ordonnance du 1er décembre 1986 relative à la liberté des prix et de la concurrence.
Cette abrogation ne marque pas une véritable volonté de dépénalisation de la part du législateur à l'égard de ce délit, puisque l'abrogation a été complétée par une loi du 22 janvier 1988 rétablissant l'incrimination à l'article L 465-2 alinéa 1 du code monétaire et financier.
Ce délit consiste à exercer une manœuvre ayant pour objet d'entraver le fonctionnement régulier d'un marché financier et induisant autrui en erreur.
Le législateur a choisi un système d'incrimination large en raison des détournements possibles de la liste limitative.
La manœuvre peut consister à créer des mouvements artificiels de baisse des cours, par des ventes importantes de titres ou, inversement, se présenter sous forme d'une manipulation consistant à lancer des mouvements de hausse des cours par des achats d’actions à découvert. Par exemple, ce prévenu qui avait acheté des actions d'une société avec de l'argent avancé par la société elle-même, ceci pour éviter la chute des cours.
Les responsables de ces manœuvres sont animés d'intentions spéculatives, mais le délit ne suppose pas un résultat bénéficiaire au profit de leurs auteurs. C’est la manœuvre qui est incriminée et non le résultat. Le texte incrimine la tentative de manœuvre, peu importe qu'elle ait été ou non suivie d'effets. Les peines sont les mêmes que pour le délit d'initié.
L'avis de l'autorité des marchés financiers peut être sollicité par les autorités judiciaires saisies de la poursuite pour manipulation des cours et ceci à tout moment de la procédure. Néanmoins cette saisine n'est pas obligatoire et ne constitue donc pas une condition préalable à l'exercice de l'action publique.
Enfin, la complicité est également punie, et également si l'auteur agit sur le marché par personne interposée. Dans ce cas, il est lui-même coupable du délit, les personnes qui ont manœuvré pour lui sont considérées comme complices.

## Sanctions encourues
L'infraction apparaît assez grave puisque le délit est puni d'un emprisonnement de deux ans et d'une très forte amende d’un million cinq cent mille euros, calculée à partir du profit réalisé par le délinquant. L'infraction peut porter sur un chiffre décuple du montant du profit éventuellement réalisé.
Enfin on a utilisé le recel du délit d'initié, il est punissable pour les tiers qui ont bénéficié d'une information privilégiée et l'ont mise à profit. Ce système a perdu aujourd'hui de son intérêt du fait de l'introduction de l'alinéa 3 de l'article L 465-1 qui permet d’étendre le champ des poursuites aux tiers.
Les personnes morales peuvent se rendre coupables du délit de manipulation des cours, elles encourent alors une amende quintuplée, elles encourent des peines complémentaires mentionnées à l'article 131-39 du Code pénal, et le tribunal peut prononcer la dissolution de la personne morale si elle est créée spécialement pour commettre ce délit.
On peut encore les frapper d'une interdiction d'exercer une activité à l'occasion où l'infraction a été commise.

## Exemple
En 2024, l' AMF inflige sept amendes — d'une valeur cumulée de 4,625 millions d'euros — contre six personnes et une société pour manipulation de cours de petites sociétés en 2018.